# Thyraplax digitodentata
Thyraplax digitodentata is een krabbensoort uit de familie van de Goneplacidae. De wetenschappelijke naam van de soort is voor het eerst geldig gepubliceerd in 2007 door Castro.